# Bogan Gate
Bogan Gate är en ort i Australien. Den ligger i kommunen Parkes och delstaten New South Wales, i den sydöstra delen av landet, omkring 330 kilometer väster om delstatshuvudstaden Sydney. Antalet invånare är 254.
Runt Bogan Gate är det mycket glesbefolkat, med 2 invånare per kvadratkilometer.. Det finns inga andra samhällen i närheten.
Trakten runt Bogan Gate består till största delen av jordbruksmark. Genomsnittlig årsnederbörd är 620 millimeter. Den regnigaste månaden är februari, med i genomsnitt 136 mm nederbörd, och den torraste är oktober, med 14 mm nederbörd.